# Железнодорожный транспорт на острове Ирландия
Услуги железнодорожных перевозок на территории острова Ирландии предоставляют Iarnród Éireann в Республике Ирландия и Northern Ireland Railways в Северной Ирландии. Легкорельсовое (трамвайное) сообщение в Ирландии организовано только в Дублине, в виде двух линий Luas. Метрополитенов на острове не существует, но в проекте постройка метро в Дублине.
Ширина колеи основных железных дорог Ирландии равна 1600 мм и этот размер называется ирландской колеёй. Узкоколейные железные дороги Ирландии возводились преимущественно с колеёй равной 914 мм, но сохранилась малая часть из них. Стандартная колея (1435 мм) применяется только в Дублинской трамвайной сети Luas.
Большинство маршрутов в Республике берут начало в Дублине. В Северной Ирландии есть несколько маршрутов пригородного сообщения из Белфаста и две магистральные линии — в Дерри и международного сообщения в Дублин. Вся железнодорожная сеть является изолированной по причине нахождения на острове и не имеет интеграции с другими железнодорожными сетями.
План развития транспортной инфраструктуры Республики Ирландия «Transport 21», представленный Министром транспорта 1 ноября 2005 года, включает также проекты связанные с магистральными линиями, облегчённым рельсовым транспортом и метрополитеном на период до 2015 года.

Железнодорожная сеть Ирландии

На карте действующей железнодорожной сети показаны линии общего пользования, только для грузового сообщения и имеющие статус «mothballed» (то есть, закрытые для движения, но на которых его потенциально легко возобновить). Некоторые аэропорты отмечены на карте, но они не имеют связи с железнодорожной сетью, хотя Фарранфор и Городской аэропорт Белфаста расположены на расстоянии «минутной» ходьбы от железнодорожных станций. Аэропорт города Дерри и Международный аэропорт Белфаста — оба эти аэропорта расположены вблизи железнодорожных линий, но также не связаны с ними. Порты отмечены на карте, хотя только некоторые имеют соединение с железнодорожной сетью Ирландии.

## История

Карта железных дорог Ирландии 1906 года

Первая железная дорога Ирландии была открыта в 1834 году. Наибольшее развитие железнодорожная сеть имела в 1920-е года, в это время протяжённость ирландских железных дорог составила 5600 км (3400 миль), до нашего времени сохранилось только около трети от этого числа. Наибольшая площадь непокрытая железными дорогами приходится на приграничную область между Республикой Ирландия и Северной Ирландией. Railway Preservation Society of Ireland (Общество Сохранения Железных дорог Ирландии), расположенное в Уайтхеде, графство Антрим, занимается сохранением в рабочем состоянии паровозов, а Irish Traction Group — тепловозов, для использования на магистральных линиях по запросу. RPSI, кроме того, использует принадлежащую ей выделенную линию.  Downpatrick & County Down Railway единственная сохранившаяся в полном объёме обособленная историческая железная дорога Ирландии, хотя в то же время несколько небольших узкоколейных дорог также действуют. Bord na Móna держит в управлении линии узкой колеи шириной 914мм, расположенных там где ведётся коммерческая добыча и переработка торфа, протяжённостью более чем 1500км.
Первая линия легкорельсового транспорта в Ирландии, дублинской трамвайной сети Luas, была открыта 30 июня 2004 года.

## Тяговый подвижной состав

### Локомотивы
Тепловозная тяга повсеместно применяется в железнодорожных сетях IÉ и NIR за исключением электрифицированной Малахайд-Грейстоун (DART) пригородной линии Дублина. Если не считать опытных тепловозов и небольшое число маневровых тепловозов, первая программа перехода на дизельную тягу в CIÉ начала выполняться в начале 1950-х с размещения заказа на 94 тепловоза серий A и C на заводе Metropolitan-Vickers, которые были поставлены в 1955 году, и в дальнейшем — 12 тепловозов серии B в конце 1950-х.
После полученного неудачного опыта с первым поколением тепловозов, в 1960-х вторая программа перехода на дизельную тягу была предпринята со введения в эксплуатацию 64 тепловозов трёх серий 121, 141 и 181 выпущенных General Motors (США). Эта программа, вместе с последовавшим закрытием линий, позволила отказаться CIÉ от применения паровой тяги в 1963 году. Параллельно, NIR приобретает три тепловоза завода Hunslet Engine Company (Англия) для обслуживания линии Белфаст — Дублин. Тепловозы Metropolitan-Vickers были переоснащены в начале 1970-х дизелями General Motors.
Третье поколение тепловозов в Ирландии ознаменовалось приобретением в 1976 году 18 тепловозов General Motors мощностью в 2475 л.с., обозначенных как 071 класс. Это значительно усилило общую тяговую мощь подвижного состава CIÉ и позволило ускорить пассажирские экспресс-перевозки. NIR впоследствии приобрели аналогичные тепловозы для линии Белфаст — Дублин, что привело к выравниваю тяговых возможностей CIÉ и NIR.
Четвёртым поколением тепловозов в начале 1990-х стали 34 локомотива, также выпущенные General Motors. Это был общий заказ IÉ и NIR, с 32 локомотивами для первой сети и 2 для второй. Они опять были поставлены General Motors Electro-Motive Division. IÉ обозначили эти тепловозы как GM 201 класс и присвоили номера с 201 по 234 (локомотивы NIR позже получили префикс 8). Это тепловозы с самыми мощными дизелями, что когда либо использовались в Ирландии, их мощность равна 3200 лошадиным силам (2.5 МВт), и это позволило ещё ускорить пассажирские экспресс-перевозки. Локомотивы NIR, хотя изначально поступили в раскраске NIR, были перекрашены в раскраску Enterprise, как и два из локомотивов IÉ.
В декабре 2004 года новая раскраска для междугороднего пассажирского сообщения была опробована на 228 локомотиве, она состоит из тёмно-зелёного, лаймового и металлического серебряного цветов, за основу была взята раскраска вагонов CAF. Эта раскраска после этого использовалась на остальных локомотивах этого класса. Пересмотренная версия этой раскраски была опробована на 201 локомотиве, и затем применена на многих локомотивах этого класса. Оставшиеся локомотивы ожидают перекраску.
Второе поколение тепловозов CIÉ состоит из двенадцати локомотивов 181 класса 1966 года мощностью 1100 л.с. (750 кВт), тридцати восьми 141 класса 1962 года мощностью 950 л.с. (700 кВт) и двух сохранившихся (из пятнадцати изначально) 121 класса 1960 мощностью 950 л.с. (700 кВт) (124 и 134). Локомотивы 071 класса теперь используется для грузовых перевозок. Три аналогичных локомотива NIR пронумерованы 111, 112 и 113. Редко более чем один из них бывает пригодным к эксплуатации на линии.

### Моторвагонный подвижной состав
Оба железнодорожных оператора, IÉ и NIR, для пригородного пассажирского сообщения используют дизельные моторвагонные составы (дизель-поезда) — в Ирландии они называются автомотрисами (см. железнодорожная терминология). Дизель-поезда IÉ также обслуживают некоторые междугородние перевозки (включая такие как между Рослэр Европорт и Дублин Коннолли, Лимерик Джанкшен и Дублин Коннолли, Дублином и Слиго, а также один состав в неделю из Коннолли в Белфаст и обратно). NIR заменили свои устаревшие дизель-поезда на автомотрисы класса 3000 выпущенные CAF, которые были поставлены в 2005 году. IÉ приобрели 17 пригородных автомотрис, построенных Tokyu Car(Япония) в 1993 году, обозначив их как 2600 класс, для составов 'Arrow' в Килдере. В дальнейшем парк дизель-поездов был расширен в 1999 году (27 составов 2700 класса, построенных Alstom), в 2000 (20 составов 2800 класса, Tokyu Car) и в 2003 году (18 составов 29000 класса производства CAF). После ввода в эксплуатацию автомотрис 29000 класса, составы Arrow были ребрендированы в Commuter. В 2005 году были поставлены 36 составов автомотрис CAF, которые были дополнены междугородными автомотрисами 22000 класса производства Hyundai Rotem.

## Пассажирские поезда
Флагманами междугородных перевозок Iarnród Éireann являются поезда Mark IV (построенные CAF (Испания) в 2005—2006 годах). Они сформированы из 8 вагонов под тягой тепловоза GM 201 класса или Mark 4 DVT.
В каждый состав входит(в порядке расположения в составе):
- Тепловоз GM 201 или Mark 4 DVT
- 5 пассажирских вагонов общего класса
- вагон-ресторан
- пассажирский вагон 'Citygold' (первого класса)
- вагон-подстанция

Окна поездов Mark IV остеклены синими тонированными стёклами, что создаёт прохладную комфортную атмосферу внутри вагонов для пассажиров. Также они оснащены маршрутной картой, показывающей текущее положение поезда и дисплеями резервирования мест. Пассажиры первого класса в новых вагонах получают дополнительные услуги, большие и комфортные купе, аудиотрансляцию, и возможность подключить к бортовой сети поезда свои ноутбуки, КПК, цифровые проигрыватели или мобильные телефоны. Эти поезда используются исключительно на линии Дублин — Корк, с ежечасовыми рейсами в обе стороны.
Mark IV способны развивать скорость до 200 км/ч (125 миль/ч), но разгоняются максимум до 160 км/ч из-за ограничений линии и максимальной скорости тепловозов 201 класса. Iarnród Éireann рассматривают возможности приобретения системы контроля поездами для использования в локомотивах, которые заменят 201 класс, и переоснащение систем СЦБ на линии Дублин — Корк. Это позволит достигнуть максимальной скорости в 200 км/ч и сократит проезд до 2х часов.
Второе место в междугороднем пассажирском сообщении на ирландских железных дорогах занимают автомотрисы '22000' класса. Введёные в последнее время в эксплуатацию, новые автомотрисы заменяют все поезда Mark 3. Поезда Mark 2 были полностью списаны в начале 2008, когда Mark 3 стали переводиться в парки Дандалка, Норт Волл (Дублин Порт) и Уотерфорда. На 2008 год в наличии 234 вагона '22000' класса, сформированных в следующие составы:
- Десять 6-вагонных состава — в каждый состав включены по вагону первого класса и вагон-ресторан. Эти составы обслуживают междугородные перевозки между Дублином и Лимериком, Голуэй, Уотерфордом, Вестпортом и Трали.
- Сорок восемь составов по три вагона — в основном они работают в паре. Эти составы используют на малозначимых междугородных линиях и на перевозках из Дублина в Слиго и Рослэр.
- Пять 6-вагонных составов пригородного сообщения — эти вместительные составы предназначены для загруженных удлинённых пригородных маршрутов таких как Дублин — Портлойз или Дублин — Турль.

Новые автомотрисы выполняют значительную часть перевозок на следующих маршрутах: Дублин — Слиго, Дублин — Вестпорт, Дублин — Голуэй, Дублин — Уотерфорд, Дублин — Лимерик, Дублин — Трали и Корк — Трали. Характерными чертами парка автомотрис междугородных перевозок являются:
- Дисплеи информационной системы  и резервирования мест
- Встроенные кондиционеры
- Система встроенных камер для улучшения безопасности
- Гладкую поверхность обшивки вагонов
- Дополнительное оборудование для обеспечения безопасности

После оснащения по последнему слову техники парка междугородных перевозок (новые составы 22000 класса и Mark IV), Iarnród Éireann способны совершать перевозки чаще и в более короткий срок. В вводимом с 29 ноября 2009 года расписании на 2010 год это уже получило отражение. Несмотря на то, что в полном объёме возможности не реализованы(из-за возникшего экономического спада и некоторых ограничений введённых усовершенствований), произведены значительные изменения в движении поездов отмеченные ниже:
- Дублин — Корк: скорый поезд, отправляющийся из Корка в 6:30 находится в пути 2 часа 30 минут, что сократилось на 20 минут. Остальные поезда идут тоже время, что и раньше, так как вновь введена остановка на Лимерик Джанкшен для обеспечения связи с перевозками на маршрутах между Лимериком, Уотерфордом и Голуэем вводимых с 2010 года. Из-за сокращения пассажиропотока, связанного с экономическим спадом, на линии некоторые из рейсов будут совершать трёхвагонные автомотрисы 22000 класса вместо составов Mark IV, а также исключены из расписания последние поезда в обе стороны.
- Дублин — Лимерик: ежечасно, увеличено число добавочных возвратных вагонов к поездам Дублин — Корк отсоединяемых на Лимерик Джанкшен и сокращено число поездов прямого сообщения
- Дублин — Голуэй: раз в два часа ежедневно, включая присоединяемые поезда нового маршрута до Уестпорта. Состав из двух трёхвагонных автомотрис 22000 класса идёт из Дублина и разделяется в Атлоне — первая автомотриса идёт до Голуэй, а вторая в Уэстпорт
- Дублин — Уотерфорд: раз в два часа ежедневно, продолжительность поездки сократилась на 15 минут на всех поездах, а скорые поезда находятся в пути 2 часа, что короче на 35 минут, чем раньше
- Дублин — Слиго: раз в два часа ежедневно
- Дублин — Вестпорт: в дополнение к объединённым составам с поездами до Голуэй, до четырёх поездов, время в пути сократилось на 17 минут
- Дублин — Трали: два прямых поезда и дополнительные вагоны каждые два часа к поездам до Корка отсоединяемые в Маллоу. Наиболее короткая продолжительность поездки составляет 3 часа 40 минут.
- Дублин — Рослэр: существующие перевозки с дополнительно пригородным сообщением до Горей
- Дублин — Килдэр (пригородное сообщение): очень частое обслуживание насколько возможно с проектом маршрута Килдэра
- Дублин — Мэйнут/Лонгфорд: добавлены поезда
- Дублин — Данбойн/Пейс: новая пригородная линия, обслуживание которой начнётся с сентября 2010 года
- Лимерик — Голуэй: восстановленный маршрут, обслуживание которого возобновлено 29 марта 2010 года и  производится 5 парами поездов ежедневно со временем поездки около 2 часов
- Лимерик — Уотерфорд: из расписания исключён один поезд, в связи с продолжающейся модернизацией на линии систем СЦБ. Хотя ограничение скорости снято, но продолжительность поездки не сократится, пока модернизация не будет завершена. На ноябрь 2009 года модернизация завершена примерно на 75 %
- DART: значительные изменения, теперь поезда будут идти каждые 10-15 минут.

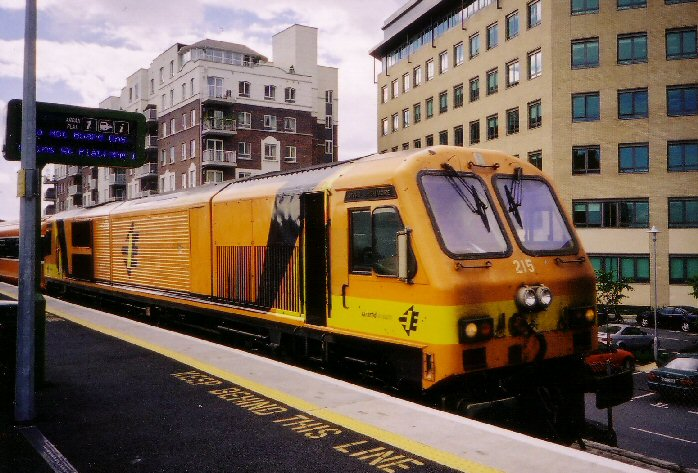
Один из 34 локомотивов GM, приобретённых IÉ в 1990-е года, номер 215 «Ривер Эйвонмор — An Abhainn Mhor», стоящий на станции DART Гранд Кэнел Док.

Фирменные поезда 'Enterprise' сообщения Дублин — Белфаст обслуживаются совместно IÉ с NIR и сформированы из вагонов производства De Dietrich, приобретённых в 1997 году. В составы включены также вагон-ресторан, вагон(ы) первого класса и ведущий вагон для обеспечения возможности обратного хода без перестроения состава. Значительным упущением является отсутствие в составе вагона-генератора (ведущий вагон не оборудован генератором). Из-за этого оборудование тепловоза GM используется для обеспечения состава светом и отоплением.
NIR также владеет некоторым числом прошедших капитальный ремонт вагонов (англ. )Mark II, приобретённых у оператора (англ. )Gatwick Express и переоборудованных тележками под ирландскую 1600 мм колею. Они в основном упоминаются как 'Gatwicks'.
Кроме фирменных поездов Дублин — Белфаст 'Enterprise', все ирландские пассажирские поезда под тепловозной тягой обеспечиваются энергией от вагона-генератора, именуемых как «Jenny Vans», а не от локомотива. До конца декабря 2006 некоторые были оборудованы паровыми котлами для обеспечения отопительной системы состава, но с января 2007 все переведены на дизельные водогреи. Railway Preservation Society of Ireland приобрели один из вагонов с паровым котлом.

## Маршруты
На некоторых маршрутах обычно, но не в обязательном порядке, происходит изменение состава поездов. Все станции, на которых происходит изменение выделены жирным шрифтом. Обычно поезда следующие в разное время дня могут содержать разное число остановочных пунктов указанных ниже. Списки «станций и остановочных пунктов» указаны все возможные остановки для любого из поездов следующих по данному маршруту. Как пример, некоторые поезда до Лимерика не меняют свой состав вплоть до Limerick Junction, а некоторые поезда идущие в Корк могут иметь остановки только на Limerick Junction, в Чарлевилле и Маллоу.
С возобновлением движения на линии Западный коридор становится видно, что Ирландия, несмотря на очевидный недостаток железных дорог на ней, обладает фактически наилучшей железнодорожной сетью в Европе, в плане сообщения важнейших центров — или прямым поездом или с одной пересадкой. С расширением Западного коридора до Слиго и возобновлением движения на закрытой (но не разобранной) линии между Атлон и Муллингар, почти все поездки между региональными центрами могут быть совершены по железной дороге.

### Основные междугородние маршруты в Республике Ирландия

#### Дублин — Корк
Станции и остановочные пункты: Дублин Хьюстон, Ньюбридж, Килдэр, Портарлингтон, Портлойз, Баллиброфи, Темплмор, Турль, Лимерик Джанкшен, Чарльвилль, Маллоу, Корк Кент
Эта линия была известна как 'Premier Line' железной дороги Great Southern and Western Railway (GS&WR), будучи одной из самых длинных в стране (272 км), она построена по самым высоким стандартам и соединяет с Голуэй, Лимериком, Уотерфордом и Керри, а также с Корком. Все станции на этом маршруте также обслуживаются своими поездами, для которых они являются конечными пунктами, хотя к поездам этого маршрута могут присоединяться вагоны из/в Корка до Лимерик Джанкшен (в/из Лимерик) и Маллоу (в/из Керри).
Многие поезда до Корка имеют 4 или 5 промежуточных остановок самое большее, по крайней мере на Лимерик Джанкшен и Маллоу. На других станциях поезда останавливаются реже, чем на указанных выше. Время поездки на маршруте разное, но большинство поездов находятся в пути от 2 часов 35 минут до 3 часов, в зависимости от числа остановок.
С продолжающимся улучшением автострады M8 Дублин — Корк, продолжительность проезда на автомобиле начинает конкурировать с железной дорогой. Однако, Iarnród Éireann планируют произвести реконструкцию и переоборудование линии. Работы начались с разработки возможных улучшений на линии, включая спрямления кривых везде, где это возможно, что позволит увеличить скорость на линии до 200 км/ч. После завершения этого проекта, время проезда сократится до 2х часов.

#### Дублин — Лимерик
Станции и остановочные пункты: Дублин Хьюстон, Саллинс и Наас, Ньюбридж, Килдэр, Монастеревин, Портарлингтон, Порт-Лиише, Баллиброфи, Темплмор, Турль, Лимерик Джанкшен, Лимерик Колберт
Поезда этого маршрута следуют по маршруту в Корк до Лимерик Джанкшен. Поезда до Лимерика съезжают с основной линии по соединительной кривой, построенной в 1967 году, на железную дорогу Лимерик-Уотерфорд. Многие поезда на Лимерик здесь меняют составность с отцепом вагонов местного сообщения, для сохранения 20 минут в пути. Участок станции Лимерик Джанкшен со стороны Лимерика был построен как часть железной дороги Waterford & Limerick Railway (W&LR).

#### Дублин — Голуэй
Станции и остановочные пункты: Дублин Хьюстон, Ньюбридж, Килдэр, Монастеревин, Портарлингтон, Тулламор, Клара, Атлон, Балинасло, Вудлоун, Аттимон, Атенри, Galway Ceannt
Маршрут до Голуэй проходит частично по магистральной линии на Корк. Изначально железная дорога Midland Great Western Railway (MGWR) до Голуэй была построена с началом на севере Дублина, с вокзала Бродстоун, и пролегала через Муллингар и Атлон. Участок дороги до Муллингар теперь входит в маршрут Дублин — Слиго.
Существующий маршрут, построенный GS&WR в соперничестве с MGWR, отходит от линии на Корк после Портарлингтона. Река Шьононн пересекается дорогой в Атлоне. Атенри, последняя станция перед Голуэй, использовалась для соединения севера с югом вдоль западного побережья (до Слиго к северу и Эннис с Лимериком к югу), но с 1970-х годов она не использовалась с этой целью. С 2010 года возобновилось движение к Лимерику, а в будущем возобновится на Туам.
Маршрут обслуживается автомотрисами 22000 класса.

#### Дублин — Трали

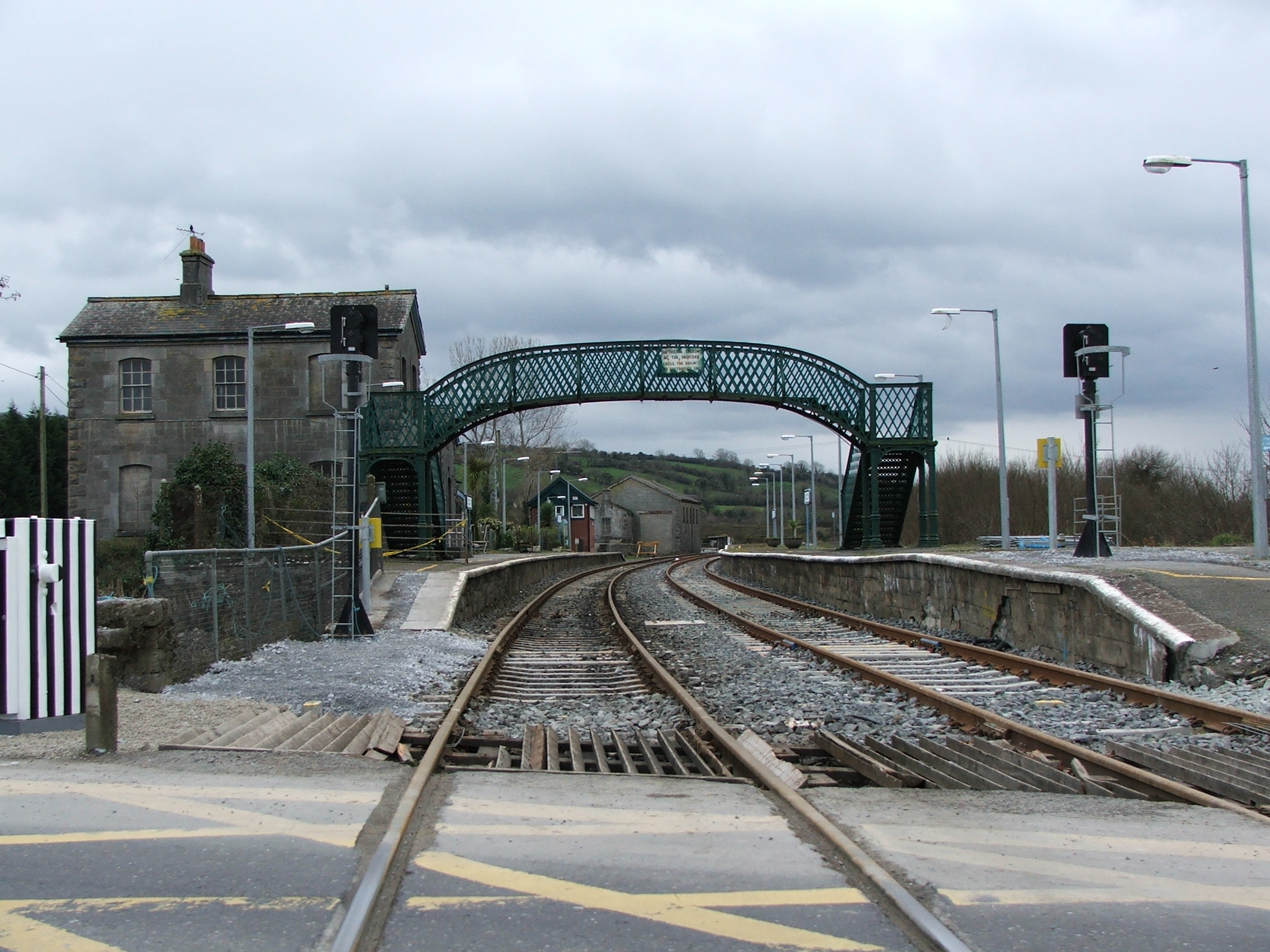
Железнодорожные пути удаляющиеся от переезда с одного из концов станции в Фарранфор.

Станции и остановочные пункты: Дублин Хьюстон, Портарлингтон, Порт-Лиише, Турль, Лимерик Джанкшен, Чарльвилль, Маллоу, Бантир, Миллстрит, Ретмор, Килларни, Фарранфор, Трали Кейсмент
Этот относительно не прямой маршрут простирается в пределах примыкающей ветки к магистральной линии Дублин — Корк в Маллоу. Поезда идут на юг Трали, перевозки также некогда совершались на север, в Лимерик, через северный Керри (Листовел, Аббифэл, Ньюкаслвест и Патриксвелл). Маршрут входил в обширную сеть GS&WR. На конец 2004 года маршрут обслуживали самые старые вагоны и локомотивы во всей Ирландии. В декабре 2005 автомотрисы были заменены в основном на поезда с тепловозной тягой. С января 2007 в расписании этого маршрута находится девять поездов в каждом направлении ежедневно между Маллоу и Трали, что больше на восемь поездов по отношению к предыдущему расписанию, и включает ежедневный пригородный поезд идущий утром между Килларни и Трали.

#### Дублин — Уотерфорд
Станции и остановочные пункты: Дублин Хьюстон, Хезелхатч энд Селбридж, Саллинс энд Наас, Ньюбридж, Килдэр, Ати, Карлоу, Мон Пэг (Muine Bheag) (Багеналстаун), Килкенни, Томастаун, Уотерфорд Планкетт
'
Не все поезда совершают остановку на станциях Томастауна и Ньюбридж.

#### Дублин — Аркло/Рослэр Европорт
Станции и остановочные пункты: Дублин Коннолли, Тара Стрит, Дублин Пирс, Брэй Дейли, Грейстоунс, Килкул, Викло, Ретдрам, Аркло, Горей, Эннискорти, Уэксфорд О'Ханрахан, Рослэр Стренд, Рослэр Европорт.

#### Дублин — Слиго
Станции и остановочные пункты: Дублин Коннолли, Дрёмконра, Мейнуз, Килкок, Энфилд, Маллингар, Эджвортстаун, Лонгфорд, Дромод, Каррик-на-Шьоннон, Бойл, Баллимот, Коллуни, Слиго Мак Дармада

#### Дублин — Вестпорт/Баллина
Станции и остановочные пункты: Дублин Хьюстон, Ньюбридж, Килдэр, Тулламор, Клара, Атлон, Роскоммон, Каслри, Баллихонс, Клэрморрис, Манулла Джанкшен, (Фоксворд, Баллина) или (Каслбар, Вестпорт)
Линия в настоящее время обслуживается в основном дизель-поездами 22000 класса на перевозках между Дублином и Вестпортом. На участке Манулла Джанкшен — Баллина (пригородное сообщение) используются автомотрисы 2600 класса, они начали заменяться на поезда под тягой тепловоза класса 071 состоящие из двух вагонов Craven и одного BR.
Один состав идущий по воскресеньям из Вестпорта в Дублин дополняется прицепляемыми вагонами из Баллины. '

### Междугородние маршруты регионального значения в Республике Ирландия

#### Лимерик — Голуэй
Станции и остановочные пункты: Лимерик Колберт, Сиксмильбридж, Энис, Горт, Ардрахан, Кранхуэлл, Атенри, Galway Ceannt
С 29 марта 2010 года возобновлено движение на линии Эннис — Атенри (было перенесено с августа-сентября 2009 года), что позволило ввести прямые поезда от Лимерика до Голуэй. Пригородное сообщение с Эннис поглощено новым маршрутом. На линии восстановлены станции Горта, Ардрахана и Крогвелла между Атенри и Эннис, а также Сиксмильбриджа между Лимериком и Эннис.  В Горте и Сиксмильбридже по две платформы с лифтами, мостами, аппаратами по продаже билетов и обходными путями, в то время как в Ардрахане и Крогвелле только по одной платформе. На станции Горта восстановлен и перенесён сигнальный пост и построено небольшое депо для поездных бригад.
Это событие - первая фаза в восстановлении Western Rail Corridor. На линии произведено переоснащение 58 км путей, перестроены мосты, установлена система СЦБ, усовершенствованы переезды и построены станции. Время поездки между Лимериком и Голуэй составляет 2 часа и на линии курсирует 5 пар поездов в день. Обслуживание будет производиться двумя составами автомотрис 2700 класса, один состав останется с маршрута Лимерик — Эннис, а второй переводится с маршрута Корк — Трали, так как на этом маршруте автомотрисы были заменены на 22000 класс в мае 2009 года. Предполагается в будущем использовать три трёхвагонных состава автомотрис 22000 класса для обслуживания линии.

#### Лимерик — Уотерфорд/Рослэр
Станции и остановочные пункты: Лимерик Колберт, Лимерик Джанкшен, Типперэри, Кахер, Клонмел, Каррик-на-Шур, Уотерфорд Планкетт, Кампайл, Балликаллейн, Веллингтонбридж, Бриджтаун, Росслэр Стренд, Росслэр Европорт
Лимерик — Уотерфорд единственный не радиальный (из Дублина) маршрут открытый как не второстепенная линия. Постройка линии началась в 1848 году компанией Waterford and Limerick Railway, и завершилась в 1854. От Лимерика до Лимерик Джанкшен, линия используется прямыми поездами с Дублина.
О закрытии линии от Лимерик Джанкшен до Рослэр ходили слухи в течение нескольких десятилетий, но они потеряли актуальность после того, как Ирландское правительство потратило 2.6 миллиона евро на перестройку виадука в Кахере после крушения поезда с цементом в 2003 году.
В настоящее время по маршруту ходит четыре пары поездов каждый день между Лимериком и Уотерфордом и одна пара от Уотерфорда до Рослэр. Линия между Лимерик Джанкшен и Рослэр не используется по воскресеньям.

#### Корк — Трали
Станции и остановочные пункты: Корк Кент, Маллоу, Бантир, Миллстрит, Ретмор, Килларни, Фарранфор, Трали

### Пригородное железнодорожное сообщение  в Республике Ирландия

#### Дублинские пригородные железные дороги
Смотрите основную статью — Дублинские пригородные железные дороги.

#### Пригородные железные дороги Лимерика
Есть три пригородные железнодорожные линии обслуживающие Лимерик — линия на Эннис, линия на Нина и линия на Лимерик Джанкшен(город Типперэри).

##### Лимерик — Нина/Балиброфи (Дублин)

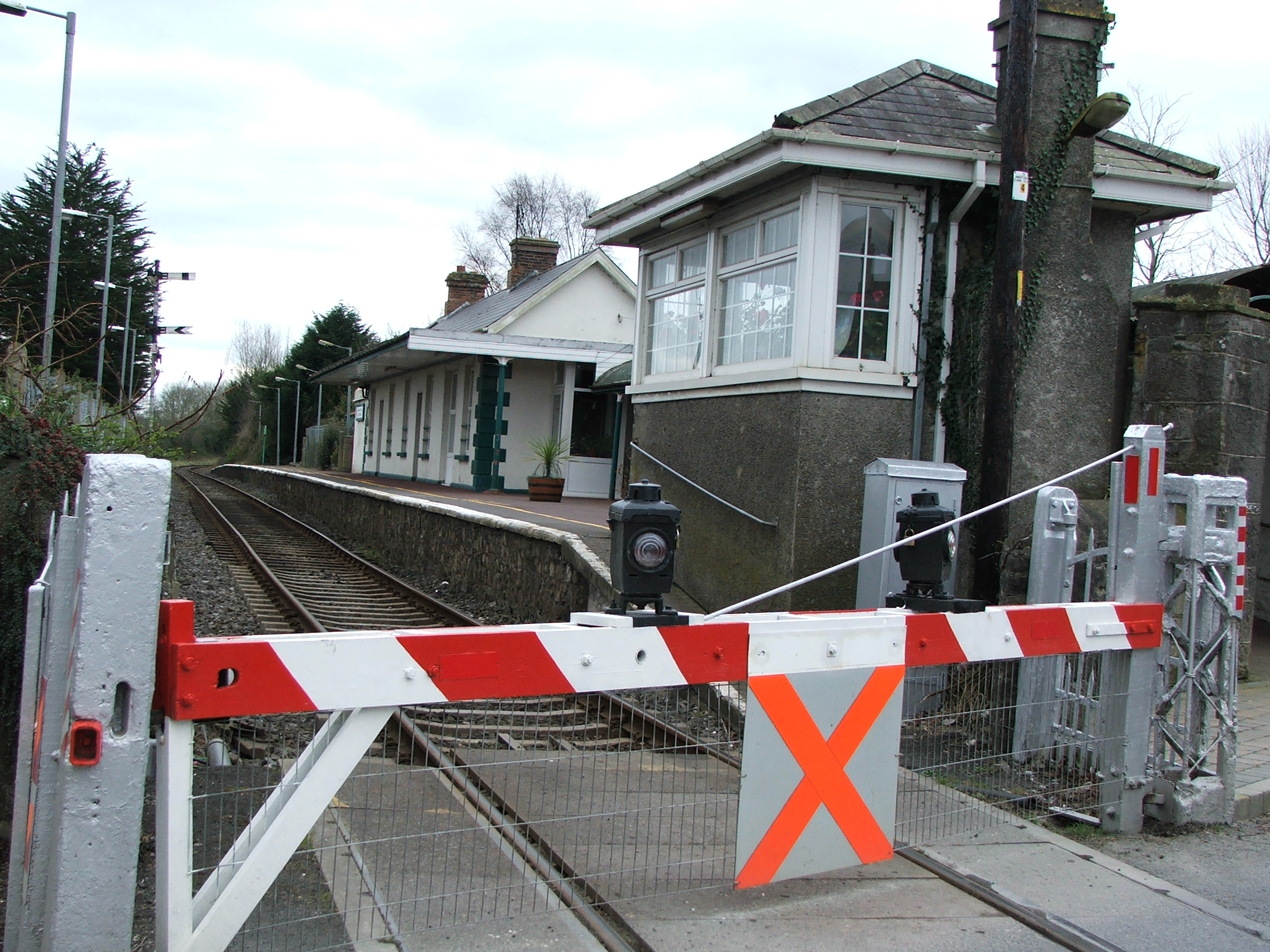
Станция Каслконнелл, графство Лимерик

Станции и остановочные пункты: Лимерик Колберт, Каслконнелл, Бёрдхилл, Нина, Клогджордан, Роскри, Баллиброфи
Ветка отходит от линии на Уотерфорд за Лимериком на Киллонан Джанкшен. ' В настоящее время за день по линии проходит две пары пассажирских поездов из Лимерика и три грузовых поезда со слюдой с Килмастулла Сайдинг рядом с Бёрдхил на Castlemungret cement factory за Лимериком. На этой линии имеются ограничения скорости из-за необходимости замены путей на некоторых участках.
В результате проведённой кампании The Nenagh Rail Partnership (Железнодорожное Товарищество города Нина), основанным местными политиками и представителями общественности, при помощи новостной группы Irish Railway News, было проведено исследование рынка железнодорожных перевозок, получившее денежное обеспечение от местной администрации. Это исследование было произведено летом 2005 года и установило недостаточную обеспеченность пассажирских перевозок на линии. В результате этого исследования IÉ перевели дополнительные поезда на эту линию, как часть их программы по замене подвижного состава.
В октябре 2007 года, в ходе состоявшейся встречи правления Iarnród Éireann и The Nenagh Rail Partnership, IÉ подтвердили, что намерены ввести пригородное сообщение между Нина и Лимериком с 1 сентября 2008 года. Движение началось, как и было запланировано, в этот день.

##### Лимерик — Эннис
Станции и остановочные пункты: Лимерик Колберт, Сиксмильбридж, Энис
Маршрут Лимерик — Эннис до 2010 года был единственным действующим участком железнодорожной линии идущей от Лимерика до Слиго, построенной несколькими компаниями и управляемой Waterford, Limerick and Western Railway (WL&WR). Линия была закрыта CIÉ для пассажирского движения 5 апреля 1976 года, но движение до Эннис возобновилось в 1988 году (только по вторникам и четвергам). Затем, были включены и среды в 1992 году. В 1993 году движение было увеличено, добавлены утренние поезда по пятницам и воскресеньям, и полное 6-дневное (по будням) движение возобновилось в 1994 году. В 2003 году количество поездов увеличилось с двух-трёх ежедневно (один по воскресеньям) до примерно восьми поездов в день, включая шесть в воскресенье. Относительно новый пригородный дизель-поезд до последнего времени обеспечивал медленные (40 минут в пути), но частые перевозки. Линия состояла из одного блок-участка без разъездов (один поезд курсировал в обе стороны весь день).
Пригородное сообщение с Эннис поглощено новым маршрутом до Голуэй с 29 марта 2010 года, после восстановления участка между Эннис и Атенри.

##### Лимерик — Фойнс
Линия между Лимериком и Фойнс проходит через Рахин, Патриксуэлл, Адэр, Баллингарейн Джанкшен (Каппах) и Аскитон. Построена бывшая Limerick and Foynes Railway была в 1856—1858 годах, став частью North Kerry line, после постройки ветки от Беллингама до Раткила и Ньюкасл-Уэст в 1867 году. Limerick and Kerry Railway продолжили эту ветку в 1880 году от Ньюкасл-Уэст до Трали через Листоуэл. Пассажирское сообщение было прекращено 4 апреля 1963 года. Линия между Баллингарейн и Листоуэл была закрыта в ноябре 1975 года, продолжавший работу участок в Северном Керри между Листоуэл и Трали полностью был закрыт в июне 1978 года. Ответвление за Патриксуэлл существовало для прямого сообщения с Корком, через Чарлвилл на магистральной линии Дублин — Корк, но ветка была закрыта CIÉ в марте 1967 года.
Использование линии на Фойнс было прекращено не так давно, в связи с сокращением грузооборота, связанным с переходом на отправку грузов автомобильным транспортом, ситуация, которую управляющая компания порта хочет изменить. Последним грузом прошедшим по этой линии были удобрения для Атенри 30 октября 2000 года. Возможные грузоперевозчики заявили о том, что намерение IÉ включить расходы на восстановление линии напрямую в стоимость обслуживания сделало грузоперевозки нерентабельными и поэтому они перешли на автотранспортные перевозки. В декабре 2001 года, в то время как линия не была закрыта, она определялась как второстепенная, хотя IÉ формально «заботится и обслуживает» линию железнодорожное полотно и инфраструктура станций приходят в значительный упадок. Последний состав с грузом гербицидов прибыл на линию 7 мая 2002 года под тягой тепловоза GM 141 класса номер 154. Последнее известное перемещение на линии было 9 января 2003 года, когда инспекционная дрезина по ней прошла. В 2004 году рельсо-шпальная решётка была уложена поверх линии за выходным сигналом Лимерика, сделав невозможным выход поездов на линию.
25 апреля 2005 года Совет графства Лимерик принял решение о присвоении железнодорожной линии Лимерик-Фойнс статуса охраняемого объекта. Это решение было аннулировано Верховным Судом 26 июня 2005 года по требованию совета директоров Córas Iompair Éireann (компания-учредитель IÉ), утверждавшего, что линия всё ещё находится в эксплуатации и это решение будет означать, что любая модернизация линии потребовала бы разрешения на проектные работы.
По рабочему графику движения на декабрь 2005 года локомотивы не выпускались далее Баллингарейн из-за плохого состояния виадука Робертстауна вблизи Фойнс. 2 ноября 2007 года IÉ отсоединили линию от системы в ходе работ по подготовке к переоснащению СЦБ станции Лимерика, которая должна была быть закончена в 2009 году, выпрямлением соединения примыкающего подъездного пути к цементному заводу Каслмангрет.
Успех с пригородными маршрутами на Эннис и Нина может способствовать возобновлению движения на части линии для обслуживания промзоны Рахин и ближайшей пригородной области, но это потребует обязательств о финансировании со стороны правительства для приобретения подвижного состава, оснащения линии СЦБ и реконструкции станций.

#### Пригородные железные дороги Корка

##### Маллоу — Корк — Ков
В настоящее время пригородные перевозки производятся из Маллоу с остановками в Корке, Литтл Исланде, Глонтхоне, Фота Исланде, Кэрригало, Рашбруке и с конечной в Ков. Перевозки обеспечиваются двумя автомотрисами 2700 класса. Иногда на линии используется 4 состава, при увеличении пассажиропотока в Ков во время прибытия кораблей International Cruise. Фота (станция расположена рядом с лесопарком) также бывает сильно загружена, особенно в летнее время. Время проезда из Корка в Ков составляет 24 минуты с остановками на всех станциях.

##### Корк — Мидлтон
Движение на маршруте Корк — Мидлтон официально было открыто ирландским Министром Транспорта Ноэлом Демпси 31 июля 2009 года на восстановленной линии между Глонтоном и Мидлтоном на 10 км участке закрытой железной дороги до Йола. Получая дотации по инвестиционной программе Ирландского Правительства Transport 21, при реализации этого проекта была восстановлена и переоснащена однопутная линия до Мидлтона с разъездом в Карригтвохилле, построены новые мосты и отремонтированы существующие, восстановлены железнодорожные переезды, установлена современная система СЦБ и отреставрированы станции в Карригтвохилле и Мидлтоне.
Существующий маршрут Маллоу-Корк-Ков сохранён в том виде как и до восстановления этой линии. На возобновлённом маршруте курсирует 20 поездов в обе стороны — ежечасно в обычное время и с промежутком в полчаса в часы пик. Время поездки между Корком и Мидлтоном составляет 23 минуты, включая остановки в Карригтвохилле, Глонтоне и Литтл Исланде. Это означает, что на линии от Глонтон и Литтл Исланд до Корка проходит более 40 поездов в день в обе стороны.
В 2009 году должны были быть открыты новые станции в Бларни, Монард, Килбарри и Дункеттл. Однако, из-за экономического спада и увеличении расходов в социальной сфере, Ирландское Правительство отложило сдачу этих станций. '

#### Голуэй — Атенри
В настоящее время между Атенри и Голуэй нет остановок. Ранним утром и поздним вечером отправляются поезда между Атлоном и Голуэй. Пригородное сообщение запланировано, но сроки его организации неизвестны. Однако, как ожидается, с января 2010 года, когда будет введено сообщение Голуэй — Лимерик, здесь будут проходить дополнительные 5 пар поездов ежедневно между Голуэй и Атенри. Для дальнейшего увеличения перевозок между Голуэй и Атенри необходима двухпутная линия. Новая станция (в Орранмор) будет открыта в начале 2010 года, как часть первой фазы реализации проекта Западного Железнодорожного Коридора.

### Маршруты Северной Ирландии
Железнодорожное сообщение в Северной Ирландии не развито в сравнении с Республикой или другими странами. Значительная часть железнодорожной сети была сокращена между 1950-ми и 1960-ми годами (особенно сеть компании Ulster Transport Authority). В настоящее время действует пригородное сообщение до Ларна, Ньюри и Бангора, а также перевозки до Дерри. Кроме того, действует ветка от Колрейна до Портраша.
На Northern Ireland Railways дистанции исчисляются в милях и метрах.

#### Пригородные железные дороги Белфаста
Три пригородных маршрута с частотой отправления в 20 минут начинаются на станции Грит-Виктория-Стрит и проходят через Белфастский Центральный вокзал, прежде чем разделиться в направлениях Бангора, Ларна и Ньюри.

#### Белфаст — Дерри
Станции и остановочные пункты: Грит-Виктория-Стрит, Городской Госпиталь, Ботанический сад, Белфастский Центральный вокзал, Йоркгейт (по требованию), Уайт-эбби (по требованию), Моссли Уэст, Антрим, Баллимена, Куллибаки, Баллимони, Колрейн, Каслрок, Белларена, Лондондерри
Перевозки до Дерри испытывают сильный недостаток финансирования в последние десятилетия. Линия не на всём протяжении имеет бесстыковой путь и на некоторых участках есть ограничения скорости. В течение некоторого времени стоял вопрос о закрытии линии, но угроза этого отошла после того, как в декабре 2005 года было инвестировано порядка 20 миллионов фунтов стерлингов. В тот же месяц на линии появились новые автомотрисы CAF, и хотя перевозки совершались медленнее, чем компанией Derry-Belfast Ulsterbus, объём пассажиропотока вырос до более чем 1 миллиона в год. Однако, этим оптимистичным знакам, что линия будет сохранена и, возможно, модернизирована, а не закрыта, был нанесён удар, когда в 2007 году выяснилось, что выделенные средства не были целевым образом потрачены, а на линии Белфаст-Бангор оказался перерасход в 20 миллионов фунтов стерлингов. В то время как организация «Into the West» предложила продлить линию через границу с Республикой Ирландия в Донегал до Леттеркенни и затем в Слиго за счёт финансирования Европейским Союзом, в настоящее время Министерство разместило в планы развития регионов переоснащение линии между Дерри и Колрейном на 2013 год, в которое включается создание разъезда и приобретение двух новых составов. Планируется вложить порядка 86 миллионов фунтов стерлингов для достижения сокращения на 30 минут времени проезда между Белфастом и Дерри и прибытия первого пригородного поезда в Дерри ранее 9 часов утра. Есть также основания, что будут построены станции в Лимавади, Балликелли и, возможно, Эглинтоне.

### Международный маршрут
Станции и остановочные пункты: Дублин Коннолли, Дроэда, Дандолк, Ньюри, Портэдоун, Белфастский Центральный вокзал
Этот маршрут, именуемый 'Enterprise', совместно управляется IÉ и Northern Ireland Railways. Несмотря на наличие самого современного подвижного состава на острове, у этого маршрута есть многочисленные проблемы. Исторически сложившаяся проблема, имеющая разрушительное действие, это тревожные сигналы (препятствия на линии, подложенные устройства, «обманки», сообщения с угрозами и предупреждениями). Это всё происходит и в настоящее время.
Соблюдение графика на этой линии остаётся плохим и по другим причина. Линия международного маршрута, при наличии качественного бесстыкового пути, совместно используется пригородным сообщением в округе и Белфаста, и Дублина. К сожалению, эти пригородные маршруты самые загруженные на острове, несмотря на наличие двухпутных линий; как следствие любые незначительные происшествия сказываются на обслуживании Enterprise. Предположительно время проезда на этом маршруте равно 2 часам и 10 минутам — были случаи, когда это время составило более 5 часов. Поездка между городами по автодороге (которая почти на всём протяжении является автомагистралью/шоссе) может занять менее двух часов, хотя могут быть пробки в час пик.
Другая проблема — сопряжение локомотива с вагонами. В отличие от большинства других составов под тепловозной тягой в Ирландии, эти поезда не укомплектованы вагонами-генераторами — даже ведущие вагоны не имеют возможности обеспечивать состав энергией. Таким образом, тепловозы производства General Motors обеспечивают весь состав светом и отоплением. Хотя многие типы тепловозов разработаны с такой возможностью, для этой модели это дополнительная нагрузка. Уровень износа и время необходимое на обслуживание этих тепловозов излишне возрастают. По крайней мере дважды были случаи их возгорания во время выполнения рейса.
Более свежей проблемой стало крушение моста на линии, что временно прекратило сообщение между Дублином и Белфастом.

## Грузовые перевозки
На железных дорогах Ирландии производится обслуживание следующих грузоперевозок:
- DFDS составы курсирующие по маршруту Баллина — порт Уотерфорда
- Перевозка древесины из Вестпорта, Баллины и Слиго в порт Уотерфорда
- Перевозка цемента из Platin Cement Factory Дрогеды в порт Дублина (North wall), из Castle Mungret Cement Factory в Лимерик, из North wall в Тулламор, из Лимерика в Уотерфорд и из North wall в Уотерфорд.
- Поезда со слюдой из Kilmastulla Siding (на линии Лимерик — Баллиброфи) на завод Castle Mungret Cement factory
- Транспортировка руды с Tara Mines в Наване на North wall в Дублине
- IWT составы: Баллина — порт Дублина

Железнодорожные грузоперевозки в Ирландии за последние 10 лет в основном сокращаются по разным причинам. Например:
IÉ отказались от контейнерных перевозок 29 июля 2005, обосновав это тем, что этот сектор составляет всего 10 % от их всех грузоперевозок, но при этом до 70 % от их потерь. Объём контейнерных грузоперевозок по железной дороге на то время сократился до 35 контейнеров на трёх поездах в день. '
В июле 2006 контейнерные краны в Маллоу и Слиго были разобраны. Контейнерная площадка в Лимерике переоборудована в автопарк и значительная часть грузового двора в Корке перестраивается.
В основном прекращены грузоперевозки аммиака из Shelton Abbey Викло в Корк, цемента и пива повсеместно, составов Bell из Майо в Уотерфорд, гипса из Кингскарта в Дублин. Также прекращаются перевозки: льна, удобрений, зерна, смолы, металлолома, патоки и угля.
 Bord na Móna управляет обширной 1930-километровой сетью узкоколейных железных дорог. Это одна из самых больших промышленных железнодорожных сетей в Европе и она полностью отделена от пассажирской сети управляемой Iarnród Éireann. Эта сеть используется для перевозки торфа с торфоразработок на перерабатывающие заводы и электростанции Electricity Supply Board.